# Anatol Makarenko
Anatol Makarenko vel Stanisław Duchnowski pseud.: Tłok, Drut, Goździk (ur. 12 lutego 1919 w Sarnach zm. 27 października 2004 w Szczecinie) – żołnierz Armii Czerwonej, Armii Andersa, oficer Polskich Sił Zbrojnych, Armii Krajowej, major łączności, więzień sowieckich łagrów, uczestnik Powstania Warszawskiego, cichociemny. Znajomość języków: niemiecki, rosyjski. Zwykły Znak Spadochronowy nr 1870, Bojowy Znak Spadochronowy nr 2031.

## Życiorys
Mieszkał w Rokitnie, potem w Sarnach. Uczył się w szkole powszechnej w Rokitnie, następnie w Gimnazjum Państwowym im. Henryka Sienkiewicza w Sarnach. Później zamieszkał w Wilnie, ukończył tam trzy kursy Państwowej Szkoły Technicznej im. J. Piłsudskiego.
W kampanii wrześniowej nie został zmobilizowany. 18 kwietnia 1941 roku został wcielony przymusowo do Armii Czerwonej, przydzielony do kompanii robotniczej przy sowieckim pułku piechoty w Kotelniczu. 17 czerwca 1941 roku został zesłany do przymusowej pracy w tzw. strojbacie – do 794 Samodzielnego Batalionu Budowlanego (Osobyj Stroitielny Batalion) w Swierdłowsku.
13 lutego 1942 roku został zwolniony po układzie Sikorski-Majski, 4 marca 1942 roku w Czok-Pak (Kazachstan) wstąpił do Armii Andersa, przydzielono go do 8 Batalionu Łączności 8 Dywizji Piechoty. Po ewakuacji armii z ZSRR na Bliski Wschód, od 1 kwietnia 1942 roku służył w Polskich Siłach Zbrojnych na Zachodzie pod dowództwem brytyjskim, w Iraku, Iranie, Palestynie. Od 15 maja do 5 października 1942 roku uczestniczył w kursie Szkoły Podchorążych Rezerwy Piechoty przy 8 Dywizji Piechoty. Od 24 września 1942 roku przebywał w Wielkiej Brytanii, od 5 października 1942 do 17 kwietnia 1943 roku przydzielony do Sekcji Dyspozycyjnej Sztabu Naczelnego Wodza, skierowany do Szkoły Podchorążych Łączności. 
Zgłosił się do służby w kraju. Przeszkolony ze specjalnością w łączności na kursach specjalnych dla kandydatów na cichociemnych, m.in. dywersyjnym, łączności (Ośrodek Wyszkoleniowy Sekcji Dyspozycyjnej Oddziału Specjalnego Sztabu Naczelnego Wodza, Anstruther), spadochronowym, odprawowym (STS 43, Audley End),  i in.  Zaprzysiężony na rotę ZWZ/AK 10 lipca 1943 w Audley End przez szefa Oddziału VI (Specjalnego) Sztabu Naczelnego Wodza. Awansowany na stopień podporucznika ze starszeństwem od 14 września 1943 roku. 
Skoczył ze spadochronem do okupowanej Polski w nocy 14/15 września 1943 w sezonie operacyjnym „Riposta”, w operacji lotniczej „Neon 8” dowodzonej przez kpt. naw. Mieczysława Malinowskiego, na placówkę odbiorczą „Czajnik” 204 (kryptonim polski, brytyjskie oznaczenie numerowe pinpoints), w okolicach miejscowości Mokra Wieś, 8 km od Tłuszcza. Razem z nim skoczyli: ppor. Stanisław Kujawiński ps. Wodnik, ppor. Józef Żakowicz ps. Tabu. 
Po skoku aklimatyzacja do realiów okupacyjnych w Warszawie, od października 1943 roku przydzielony jako łącznościowiec, następnie  dowódca plutonu radio, instruktor szkoleń dla łącznościowców do Oddziału V Łączności Komendy Obszaru Warszawskiego AK.  Współorganizator placówek radiołączności w Sochaczewie, Skierniewicach, Warce, Grójcu, pracował na radiostacji „Wanda” 02.
W powstaniu warszawskim początkowo walczył jako ochotnik w oddziale NSZ kpt. Jana Jaroszka ps. Proboszcz w Zgrupowaniu „Chrobry II” operującego w Obwodzie Śródmieście AK. Uczestniczył w walkach na ul. Żelaznej, Krochmalnej oraz w getcie. Został ranny w głowę, był odznaczony Krzyżem Walecznych. Walczył następnie jako dowódca plutonu radio Komendy Obszaru Warszawskiego AK  oraz dowódca radiostacji „Wanda 02”, nadającej przy ul. Wilczej 27 oraz Noakowskiego 20; uruchomił także radiostację "Wanda 13".
Po kapitulacji powstania, od 5 października przebywał w niewoli niemieckiej, został osadzony w obozach: Stalag 318 VIII F Lamsdorf, Oflag II D Gross-Born, Oflag X-B Sandbostel, Oflag X-C Lubeka. 2 maja 1945 roku został uwolniony przez żołnierzy 2 Armii Brytyjskiej.
11 maja 1945 roku zameldował się w Oddziale VI (Specjalnym) w Londynie (Wielka Brytania). Ponownie wstąpił do Polskich Sił Zbrojnych na Zachodzie pod dowództwem brytyjskim, do 12 kwietnia 1946 roku był przydzielony do Centrum Wyszkolenia Łączności I Korpusu Polskiego w Szkocji. 1 stycznia 1946 roku został awansowany na stopień porucznika (czasu wojny). W dniu 13 kwietnia 1946 roku został przydzielony do 12 batalionu łączności 1 Korpusu Polskiego, od 9 lipca służył w jednostce łączności w Bad Orb (Niemcy). Od 13 września 1947 roku przebywał w Wielkiej Brytanii, do 1 kwietnia 1948 roku był przydzielony do jednostki 203 Polskiego Korpusu Przysposobienia i Rozmieszczenia.
W 1948 roku wrócił do Polski, od 1 listopada podjął pracę w Rejonowym Przedsiębiorstwie Wodociągów i Kanalizacji w Szczecinie. Od 1 października 1951 roku pracował jako kierownik oddziału produkcji w Wierzchowicach Cukrowni Bydgoskich w Inowrocławiu. Od kwietnia 1955 roku – jako pełniący obowiązki dyrektora w Zjednoczeniu Maszyn Spożywczych w Warszawie. Od 1 kwietnia 1958 roku był kierownikiem działu Rejonowego Przedsiębiorstwa Wodociągów i Kanalizacji w Szczecinie, od 1 października 1963 roku był dyrektorem Wojewódzkiego Przedsiębiorstwa Energetyki Cieplnej w Szczecinie. Od marca 1979 roku pracował jako specjalista ds. transportu i spedycji w Hortex oraz specjalista ds. kontroli i organizacji w Zakładzie Usług Komunalnych. 
Zmarł 27 października 2004 roku w Szczecinie, został pochowany na Cmentarzu Centralnym – kwatera 3D, rząd 8, grób 29.

## Awanse
- starszy strzelec – 21 lutego 1943 roku (warunkowo podchorąży)
- podporucznik czasu wojny – ze starszeństwem od 14 września 1943 roku
- porucznik czasu wojny – 1 stycznia 1946 roku
- kapitan –
- major w stanie spoczynku –

## Odznaczenia i wyróżnienia
- Krzyż Srebrny Orderu Virtuti Militari
- Krzyż Kawalerski Orderu Odrodzenia Polski
- Krzyż Walecznych (23 września 1944 roku)
- Patent i Odznaka „Weteran Walk o Wolność i Niepodległość Ojczyzny” (5 września 2000 roku)[2]

oraz odznaczenia brytyjskie.

## Życie rodzinne
Był synem Teodora, maszynisty na PKP, i Wincentyny z domu Mongiałło. Był dwukrotnie żonaty:
- w 1944 roku zawarł związek z Jadwigą Kozakiewicz (1920–1976) łączniczką AK; mieli troje dzieci: Marka Mariana (ur. w 1947), Hannę zamężną Niewiadomską (ur. w 1948) i Ewę (ur. w 1951);
- w 1977 roku zawarł związek małżeński z Teresą z domu Muszyńską (ur. w 1940); mieli córkę Agnieszkę (ur. w 1973).